# Jindřich Kubíček
Jindřich Kubíček (14. května 1886, Biskupice – 2. listopadu 1963) byl český pedagog.

## Biografie
Jindřich Kubíček se narodil v roce 1886 v Biskupicích nedaleko Třebíče, jeho otcem byl mlynář Ignác Kubíček a matkou byla Hedvika Kubíčková. Vystudoval gymnázium v Brně a mezi lety 1907 a 1916 absolvoval Karlovu univerzitu. Roku 1917 nastoupil na pozici suplenta na gymnázium v Moravských Budějovicích, v roce 1919 z gymnázia odešel do Brna, kde v roce 1922 nastoupil na průmyslovou školu, ale v témže roce odešel, posléze pokračoval ve výuce do roku 1951. Roku 1933 se pak na gymnázium v Moravských Budějovicích jako výpomocný učitel vrátil ještě v roce 1933.
Jeho bratrem byl legionář a ředitel státních pošt Emil Kubíček.